# Vive la vie
Pour les articles homonymes, voir Vive la vie (homonymie).
Pour plus de détails, voir Fiche technique et Distribution.
Vive la vie est une comédie française réalisée par Yves Fajnberg, sortie en 2005.

## Synopsis
Richard a tout pour être heureux : la quarantaine, il est PDG d'une société de jeux vidéo et gagne beaucoup d'argent. Mais tout déraille lorsque sa femme décide de le quitter, et qu'il apprend à la suite d'un test qu'il a un QI de 103. Déprimé, il rencontre Maud, une mannequin qui vient de sortir d'un casting éprouvant et est persuadée qu'elle ne vaut plus rien.

## Fiche technique
- Titre : Vive la vie
- Réalisateur : Yves Fajnberg
- Scénario : Didier Bourdon (sous le pseudonyme de Daniel Baroghel), Yves Fajnberg et Lou Inglebert
- Producteurs : Didier Bourdon et Régine Konckier
- Sociétés de production : ADVA Films, D.B Production, Studiocanal, France 2 Cinéma, Canal+, CinéCinéma
- Distribution : Mars Distribution
- Musique : Serge Perathoner et Jannick Top
- Photographie : Pascal Caubère
- Montage : Stratos Gabrielidis
- Casting : Gigi Akoka et Pierre-Jacques Bénichou
- Chef décorateur : Jean-Pierre Clech
- Décors : Philippe Cord'homme
- Costumes : Valérie Pozzo di Borgo
- Cascades : Patrick Cauderlier
- Budget : 3,38 M €
- Format : couleur
- Lieux de tournage : Paris
- Pays d'origine :  France
- Box-office France : 48 738 entrées
- Durée : 98 minutes
- Date de sortie : 5 octobre 2005 (France, Belgique)

## Distribution
- Didier Bourdon : Richard Lewitsky
- Alexandra Lamy : Maud
- Zinedine Soualem : Rachid
- Armelle Deutsch : Colombe
- Frédéric van den Driessche : J.P.
- Élise Larnicol : La secrétaire de Richard
- Didier Flamand : Le psy
- Isabelle Petit-Jacques : Gisèle Fitoussi
- Sophie-Charlotte Husson : Ines Van Dries
- Smadi Wolfman : Lise Vidal
- Natacha Lindinger : Suzanne, L'ex-femme de Richard
- Laura Fajnberg : Caroline
- Kentaro : Le bonsaïste
- Marie-Lorna Vaconsin : L'infirmière
- Cendrine Orcier : La directrice de casting
- Cyrille Eldin : Le directeur de casting
- Alexandre Caumartin : Michel Rosier
- Julien Thomast : Le juge
- Sandra Moreno : Nurse
- Stanislava Stoyanava : Le mannequin